# メディアカイト
株式会社メディアカイトは、東京都品川区に本社を置いていたコンピュータソフトやゲームソフトを販売する企業。主に廉価版ソフトをリリースしていた。2007年7月に株式会社シーアイエスと商号を変更、業務を関連会社に移すなどしていたが、同年8月9日に東京地裁より破産手続き開始決定を受けた。負債総額はおよそ26億3600万円。営業所は大阪府大阪市福島区福島のクリスビル8階に存在した。

## 主な廉価版シリーズ
- おやじシリーズ

ソフトウェアの使用法・実践術ガイドや麻雀・囲碁・上海などのテーブルゲームまで様々。
- 新撰シリーズ

「新撰サラリーマン講座」「新撰ファミリー」、実用ソフト各種。
- 遊遊

SNKプレイモア・サン電子・ジャレコ・タイトー・日本物産などのアーケード・ファミコンからのエミュレート作品、工画堂スタジオ・システムソフト・アルファー・ニホンクリエイト・日本ファルコムの旧作などで構成。
- セガゲーム本舗

セガの旧作（主にメガドライブで発売されたタイトル）。
- サンライズインタラクティブ

機動戦士ガンダム・ケロロ軍曹などのタイピングゲーム・デスクトップアクセサリ。
- 鉄道模型シミュレーター(遊遊シリーズ)

アイマジックが発売していた鉄道模型シミュレーターシリーズの番外編として、「鉄道模型シミュレーター3 日光形157系編」「鉄道模型シミュレーター3 300系3000新幹線編」「鉄道模型シミュレーター3 700系3000新幹線編」の三つのシリーズを2005年に発売した。
- Pt.
- GREATシリーズ
- ULTRA2000
- SUPER1500

## ネットげーせん
「ネットげーせん」とは、1980〜90年代の名作アーケードゲームをネット配信するサービスである。2002年8月27日に発表され、同年9月11日からサービスを開始するとされた。しかし、香港の企業Billybala Holdings Limited が開発したゲーム配信システムの一部にMAME無断使用の疑惑が持ち上がり、8月30日にサービス開始延期を発表。9月17日に、システムの一部を作り直した後にサービスを開始すると発表されたが、結局サービスは開始されなかった。
なお、タイトー、サンソフト、PCCW Japan（元ジャレコ）、日本物産の54タイトルでサービスを開始し、その後さらに約60タイトルが追加される予定となっていた。またデータイーストなど参入企業の追加も予定されていた。